# Kidžong-dong
Kidžŏng-dong, Kidžŏngdong ali Kidžŏng tong je vas v P'yŏnghwa-riju v Severni Koreji. Nahaja se na severni polovici korejske demilitarizirane cone (KDC). V Severni Koreji je znana tudi kot Mirovna vas (평화촌). Zunaj, zlasti v Južni Koreji in v zahodnih medijih, jo pogosto imenujejo propagandna vas ( 선전마을).
Kijŏng-dong je ena od dveh vasi, ki ji je dovoljeno ostati v širini štirih kilometrov demilitarizirane cone, ustanovljene po premirju leta 1953, s katerim se je končala Korejska vojna. Druga je južnokorejska vas Daeseong-dong, ki je oddaljena 2,2 kilometra.

## Zgodovina
Po izjavi severnokorejske vlade iz leta 1991 ima vas t. i. kolektivno kmetijo, ki jo vodi in vzdržuje 200 tamkajšnjih družin. Ima tudi otroški center, vrtec, osnovno in srednjo šolo ter bolnišnico. Po navedbah Južne Koreje gre za nenaseljeno vas, ki je bila ustanovljena v petdesetih letih dvajsetega stoletja kot poskus propagande, da bi spodbudila prebege iz Južne v Severno Korejo. Vojaške enote Korejske ljudske vojske imajo široko mrežo položajev topništva, obrambne utrdbe in podzemna poveljniško-nadzorna središča ter bunkerje, ki obkrožajo obmejno območje.
V vasi stojijo številne živobarvane večnadstropne stavbe in nizka stanovanja s skoraj vsemi strukturami, ki so elektrificirane. Mestece je bilo usmerjeno in postavljeno tako, da bi bile svetlo modre strehe in bele stranske stene stavb, zgrajenih ob masivnem stebru, na katerem je severnokorejska zastava, še posebej značilno prepoznavne, če gledamo z južne strani čez mejo. Pregled s sodobnimi teleskopskimi lečami ter jasnejšimi in ostrejšimi slikami, posnetimi s sodobnejšimi fotoaparati, je privedel do zaključka, da so vaške stavbe prazne lupine iz betona in jekla, ki jim ne manjka le okensko steklo, temveč tudi notranji prostori in tla. Oskrbniki vklapljajo in izklapljajo luči v zgradbah in z gibanjem po praznih pločnikih ohranjajo iluzijo dejavnosti in življenja v vasi. Vas je obkrožena z obsežnimi in obdelovalnimi kmetijskimi polji, ki so dobro vidna ne le obiskovalcem severnokorejske strani KDC, temveč tudi obiskovalcem južnokorejske strani.

### Drog za zastavo
V osemdesetih letih je južnokorejska vlada v Daeseong-dongu zgradila 98,4 m visok drog za zastavo s 130-kilogramsko zastavo Južne Koreje. Severnokorejska vlada se je odzvala tako, da je v Kidžong-dongu postavila 160 metrov visok drog s 270-kilogramsko zastavo Severne Koreje. Ker stoji blizu razmejitvene črte z Južno Korejo, so dejanja nekateri poimenovali "vojna z zastavami". Več kot desetletje je bil drog najvišji na svetu. Leta 2010 je severnokorejski drog s prvega mesta izrinil drog, ki meri 162 metrov in stoji v azerbajdžanskem Bakuju. Trenutno je severnokorejski drog četrti najvišji – pred njim so azerbajdžanski drog, 165-metrski drog v tadžikistanskem Dušanbeju in 170-metrski drog Jeddah v Savdski Arabiji.

### Propagandni zvočniki
Ogromni zvočniki, nameščeni na več stavbah in usmerjeni proti Južni Koreji, oddajajo propagandne oddaje Severne Koreje. Prvotno so zelo podrobno povzdigovali severnokorejske vrline in pozivali nezadovoljne vojake in kmete, naj hodijo čez mejo, da jih sprejmejo kot brate. Predvajali so protizahodne govore, opere agitprop in domoljubne koračnice do 20 ur na dan. Med letoma 2004 in 2016 sta se Koreji dogovorili, da bosta prekinili oddajanje preko zvočnikov. Oddajanje se je nadaljevalo leta 2016 zaradi stopnjevanja napetosti zaradi jedrskih poskusov januarja 2016, južna stran pa ga je enostransko ustavila ob polnoči 22. aprila 2018 v znak dobre volje, nekaj dni pred medkorejskim vrhom, ki je potekal 27. aprila.